# 凯里·嘉马鲁丁
凯里·嘉马鲁丁·阿布峇卡（1976年1月10日—），为广播节目主持人，现任Hot FM电台广播员和柔佛DT足球俱樂部董事局成员。他是前马来西亚政治人物，曾经是巫统成员，任内担任过森美兰林茂国会议员（2008-2022）和巫统青年团总团长，在中央政府曾担任青年与体育部、科学，工艺及革新部和卫生部担任部长。

## 政治生涯

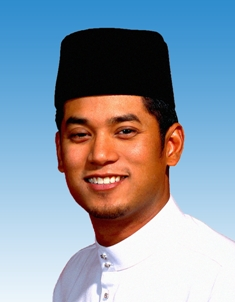
年轻时的凯里

1998年10月至1999年1月，凯里·嘉马鲁丁担任私营电视台NTV7时事论坛主持人。1999年10月，他出任副首相阿都拉特别助理；2003年底，擔任首相阿都拉副首席机要秘书。2004年中，凯里辞去政府职务，进军商场；同年9月，他当选巫统青年团副团长。
2005年12月，凯里向益资利有限公司“贷款”来收购益资利有限公司的股权。2006年7月28日，他带领国阵青年团的青年在吉隆坡议会中心建筑物外示威，抗议美国国务卿康多莉扎·赖斯出席第13届东盟区域论坛；期间镇暴部队并没有像对付在野党或降油价示威一样出场暴力镇压。同年8月，凯里脱售益资利艾文纽（ECM Libra Avenue）1.23%所有股权。
2008年3月8日，当选为林茂国会议员。2009年3月，当选巫统青年团团长。2013年5月至2018年5月，凱里在2013年大選後入閣，出任青年及體育部長。
2022年马来西亚大选中，凯里被安排在双溪毛糯竞选，而不是在连任3届的林茂留守。林茂则改由巫统署理主席莫哈末哈山上阵。他解释该决定是因为他在巫统党员搜寻系统的名字出现在双溪毛糯区部。他在竞选演讲中坚称是自己要求参选该区的。竞选期间，他打着自己是巫统改革派的旗帜，并寻求在党选中清理巫统领导班底，以恢复人民信心的口号竞选。而他不乏在公开演讲中指责巫统已经误入歧途，同时批评党主席阿末扎希必须下台。凯里最终以逾2600张的多数票败给了来自公正党的候选人拉瓦南。其后巫统在2023年1月的一次大会通过了一项有争议的动议，禁止竞选党主席和副主席职位。凯里随着批评该决定，并声称有「幽灵选民」渗透巫统以帮助赢得议案，受到巫统纪律局的调查。
2023年1月27日，巫统在举办的最高理事会会议上宣布惩罚42名在第15届大选期间，涉及违规参选和帮助敌对政党等行为的成员，凯里是被指名的其中之一。他的惩罚被解读是在大选期间公然攻击党和领导层，以及谎称存在幽灵选民等无证据指控，他最终被巫统最高理事会开除党籍。隔日，他在个人Instagram上证实已被党革除。之后与同样被惩罚的同僚希山慕丁·胡先互动，称这一决定还没有结束，要求其支持者保持耐心。

## 后政治生涯
2023年3月，凯里与前巫统宣传主任沙里尔韩丹共同主持播客节目《出去一下》（Keluar Sekejap），专访包括前首相马哈迪·莫哈末等政治人物。

## 個人生活

### 個人
凯里·嘉马鲁丁中学毕业于新加坡的东南亚聯合世界書院；1997年，獲牛津大学政治与经济学士学位。1998年，於伦敦大学学院完成法律与政治学硕士学位；2002年，在牛津大学从事回教研究。
凯里曾代表马来西亚参加2017年东南亚运动会，并在男子马球团体项目中打败泰国赢得金牌。

### 家庭
- 父亲：拿督嘉马鲁丁·阿布巴卡（Dato' Jamaluddin bin Abu Bakar），前大马外交官。
- 母亲：Dato' Rahmah Abdul Hamid
- 妻子：诺丽·阿都拉（Nori Abdullah）
- 儿子：吉布雷爾·阿里（Jibreil Ali）、鐵木爾.阿卜杜拉（Timur Abdullah）

2001年，凯里·嘉马鲁丁与首相阿都拉女儿诺丽结婚。

## 争议

### 发表极端主义、种族主义言论
早期从政的凯里时常在巫统大会上或对外发表针对其他族群的极端言论，其言论中具有挑拨马来西亚种族之间的内容元素，但在经过了2008年马来西亚大选后，他的言论开始改为温和偏多元化立场。
2006年8月17日，凯里表示：“一些华人因国阵在大选中靠华印选民的选票胜出，而乘巫统出現內部分裂而提呈诉求。”该言论引起国阵成员党一些领袖不满。对此凯里称将与马华公会青年团署理总团长林熙隆会面以解释他的言论。

### 诽谤人民公正黨主席安华·依布拉欣
2008年3月7日，人民公正黨主席安华·依布拉欣起诉凯里在同年2月20日在班底谷举行的演讲会上，发表了影射安华的肛交是同性恋者及道德低下者行为的诽谤性言论，向凯里索取1亿令吉的赔偿。
2010年10月8日，凯里向吉隆坡高等法院提交的答辩书中引用了正当理由和限定特权作为他的辩护理由。2013年10月9日，高等法院驳回了凯里在诽谤诉讼中修改其答辩书的申请。上诉法院3司于2014年8月20日也驳回凯里修改答辩书的上诉，并谕令凯里必须支付5千零吉堂费给安华。但在2014年10月20日，联邦法院准予他的上诉。
2015年4月6日，联邦法院推翻上诉庭的裁决，批准凯里无法修改答辩书的上诉申请。该案于2016年9月19日起开始审讯，在12名证人出庭作证后得到初步解决，而凯里也提交了修改其辩护陈述的申请。2017年9月27日，吉隆坡高等法院判处安华胜诉，凯里必须赔偿安华15万令吉及支付6万令吉堂费。法官也在发现凯里的演讲中没有恶意成分后，驳回了安华要求加重赔偿的申请，同时也驳回了凯里修改其辩护陈述的申请，称他的言论是公正的评论。同年10月，凯里针对高等法院裁定他负有责任并拒绝他在审判后修改其辩护陈述的申请提出上诉。
2018年2月19日，上诉庭3司对凯里的上诉通知以「含糊及不确定」为由，驳回其上诉申请，同时谕令凯利需支付1万零吉的堂费给安华。2020年12月15日，联邦法院5司批准凯利的上诉申请，谕令案件交回上诉庭重新审理，同时起诉人安华需支付3万令吉堂费给凯利。2022年2月7日，上诉庭3司一致裁定驳回凯里的上诉申请，指出凯里发表言论确实含有诽谤成份，案件没有可上诉的错误需要上诉庭重新审理，并维持高等法院判决凯里必需赔偿15万令吉给安华的决定。凯里代表律师随后向联邦法院提出上诉。
2022年6月21日，联邦法院3师宣布驳回凯里的上诉申请，并维持高等法院的判决，意味着经历了长达14年的诽谤诉讼案正式结束。联邦法院随后谕令凯里必须支付1万令吉堂费给安华。

## 社会事件

### 批评马来巫师对马航370班机的作法
2014年3月，马来西亚航空370号班机空难失踪后，马航邀请马来巫师伊布拉欣马今（IbrahimMatZin）前往吉隆坡国际机场，以透过灵异力量寻找失踪飞机所在位置。事件发生后，凯里表示应该将在吉隆坡国际机场作法的巫师捉起来，直言该名巫师的行径，令大马蒙羞。沦为国际笑柄的巫师依布拉欣不满青年及体育部长凯里的言论，恫言要把对方当「鳄鱼般掌掴」。对此，凯里则通过媒体回应笑说，依布拉欣一个人想要掌掴他，不过他却觉得「整个大马」都要掌掴依布拉欣，因为依布拉欣举止实在让大马丢脸。

### 以食物形容政治人物
2018年11月4日，巫统最高理事拿督洛曼因不满凯里反驳前首相纳吉·阿都拉萨声称国阵的落败归咎于希望聯盟所作出的欺骗、诽谤和虚假承诺所致的言论，指真正让国阵落败的原因是一个马来西亚发展有限公司丑闻而展开骂战。洛曼隔日在推特置顶一个关于财政部长林冠英在国会针对消费税（GST）及服务与销售税（SST）的视频，指凯里继续用着这种的指责方式，就别想能够成为巫统主席。凯里随后不甘示弱反击洛曼：「最好别让我当上巫统主席，否则我一定开除你，因为你只有萝卜般的智商」。
2021年1月8日，凯里在一场部门新闻发布会上表示不赞成在COVID-19疫情严峻的情况下举行全国大选，否则将对公共卫生体系带来巨大风险，并认为全国民众都不希望此时举行全国大选。同时他也不点名批评部份经常敦促国盟政府尽快进行选举，但本身却没遵守SOP的政治领导，其思维犹如「炸香蕉」（goreng pisang）的水平。他也批评巫统总秘书阿末马斯兰较早前接受访问时，直呼国盟政府执政后不仅不撤控一些涉贪案的巫统领袖，反而还延续希盟的做法，宣称国盟政府「太疯狂残暴」的言论。凯里斥责巫统的一些领袖试图通过政治压力让本身在法庭案中脱罪，而撤回对政府的支持的做法也如同「炸香蕉」般的智商。

### 骑脚踏车撞到路洞后受伤的推文
2020年12月28日，凱里在骑脚踏车时撞到路洞翻覆跌倒，导致脸部受伤。瓜冷工程局当晚便在凯里的推文下方贴文道歉，引起民众批评公共工程局（JKR）对部长与民众的态度持双重标准。凱里随后表示，工程局别因为他的部长身份而给予关注，并建议该局设立一个特别投诉网站，以解决路洞问题。

## 语录
"槟州马来人被边缘化，只剩浮罗山背有马来人了。 "

## 评价
凯里虽政策上歧视华人，经常以极端言论来批评华人以争取马来人对他的支持，但在经济上他却对华人资金持欢迎態度。马来西亚首相马哈迪·莫哈末公开指控凯里和某华人企业家涉嫌在登嘉楼州的季候风杯（Monsoon Cup）获利。（页面存档备份，存于）

## 个人荣誉
- 马来西亚武装部队

- -  国防勇士奖章（PAT）（2016年）[34]